# Bourdalat
Bourdalat är en kommun i departementet Landes i regionen Nouvelle-Aquitaine i sydvästra Frankrike. Kommunen ligger i kantonen Villeneuve-de-Marsan som tillhör arrondissementet Mont-de-Marsan. År 2022 hade Bourdalat 205 invånare.

## Befolkningsutveckling
Antalet invånare i kommunen Bourdalat
Referens:INSEE